# Trossachs (Scozia)

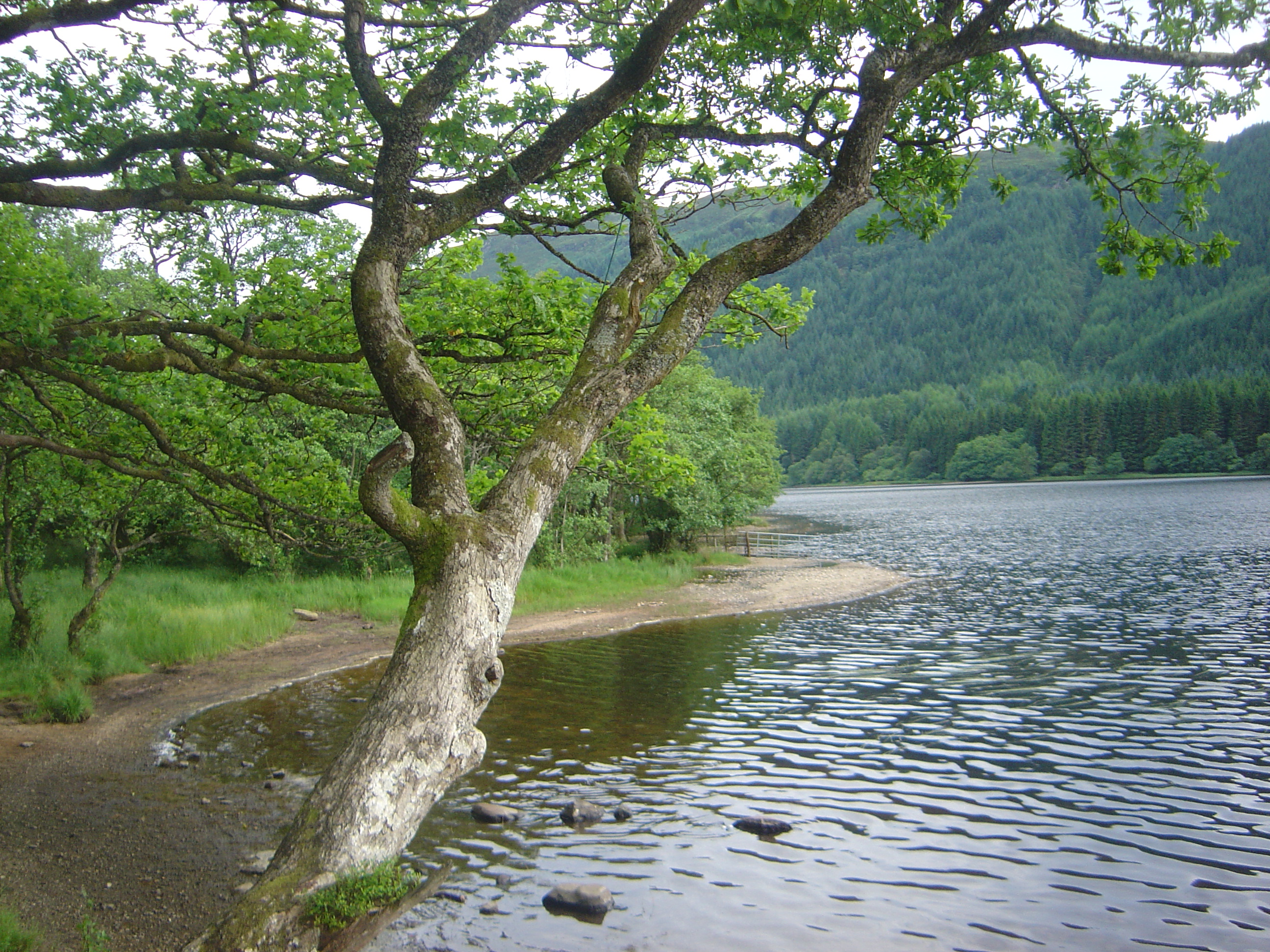
Un loch nelle Trossachs

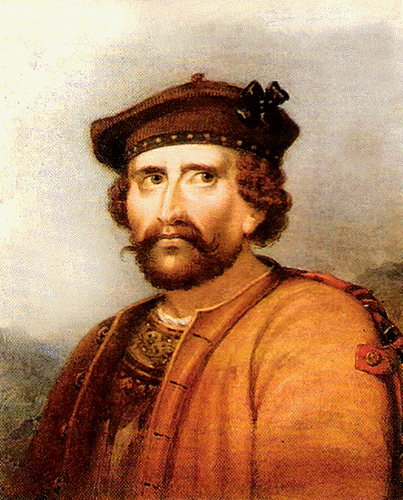
Rob Roy MacGregor (1671 - 1734), eroe del luogo

Le Trossachs (in gaelico scozzese: Na Tròiseachan) sono una catena montuosa e vallata nella Scozia centrale, tra le Lowlands e le Highlands, facente parte del Parco nazionale Loch Lomond e Trossachs.

## Descrizione
Per la loro altezza limitata, sono soprannominate le Highlands in miniatura.

### Fauna
Le Trossachs sono popolate da numerosi animali. Vi si trovano, tra gli altri, aquile reali, cervi, falchi pellegrini, il gatti selvatici, ecc.

## Turismo
- Rob Roy and Trossachs Visitor Center, a Callander
- Monastero di Inchmahome (Inchmahome Priory), ad Inchmahome, nei pressi di Aberfoyle
- Tomba di Rob Roy, a Balquhidder
- Ben A'an, frequentata meta escursionistica.

## Nella letteratura e nei media
La regione ha ispirato parecchi scrittori, tra cui Sir Walter Scott (1771 - 1832, che vi ha ambientato "La donna del lago") ed è la "patria" dell'eroe-fuorilegge Rob Roy MacGregor (1671 - 1734), nato nei pressi del Loch Katrine e sepolto nei dintorni di Balquhidder.